# Línea 488 (Interurbanos Madrid)
La línea 488 de la red de autobuses interurbanos de Madrid une Leganés con Getafe.

## Características
Esta línea une el Barrio de San Nicasio, en Leganés con el barrio de Getafe Norte, en Getafe.
A diferencia de las líneas 450 y 468, une ambas localidades por el Polígono Industrial Nuestra Señora de Butarque y el Barrio de El Bercial en vez de hacerlo por la M-406 y el Hospital de Getafe.
Está operada por la empresa Martín mediante la concesión administrativa VCM-404 - Madrid – Leganés – Fuenlabrada (Viajeros Comunidad de Madrid) del Consorcio Regional de Transportes de Madrid.

### Horarios de salida
| Lunes a viernes laborables (1 de septiembre - 15 de julio) |
| De 5:40 a 21:06 cada 14-22 minutos                         |
| A 21:32 - 22:10 - 22:50                                    |
| Lunes a viernes laborables (16 de julio - 31 de agosto)    |
| De 5:40 a 22:50 cada 20-28 minutos                         |
| Sábados laborables (1 de septiembre - 15 de julio)         |
| De 5:40 a 22:30 cada 28-36 minutos                         |
| Sábados laborables (16 de julio - 31 de agosto)            |
| De 5:40 a 22:30 cada 30-35 minutos                         |
| Domingos y festivos                                        |
| De 8:00 a 19:00 cada 30 minutos                            |
| De 19:00 a 21:00 cada 40 minutos                           |
| De 21:00 a 22:30 cada 45 minutos                           |

| Lunes a viernes laborables (1 de septiembre - 15 de julio) |
| A 6:25 - 6:47 - 7:15 - 7:40                                |
| De 8:12 a 22:08 cada 20-22 minutos                         |
| A 22:32 - 23:00 - 23:30                                    |
| Lunes a viernes laborables (16 de julio - 31 de agosto)    |
| A 6:25                                                     |
| De 6:45 a 7:35 cada 25 minutos                             |
| De 7:35 a 16:24 cada 25-35 minutos                         |
| De 16:44 a 23:20 cada 20-26 minutos                        |
| Sábados laborables (1 de septiembre - 15 de julio)         |
| A 6:20                                                     |
| De 7:00 a 23:15 cada 28-36 minutos                         |
| Sábados laborables (16 de julio - 31 de agosto)            |
| De 6:25 a 23:00 cada 30-40 minutos                         |
| A 23:20                                                    |
| Domingos y festivos                                        |
| De 9:00 a 20:00 cada 30 minutos                            |
| De 20:00 a 22:00 cada 40 minutos                           |
| De 22:00 a 23:30 cada 45 minutos                           |

## Recorrido y paradas

### Sentido Getafe
| Código | Parada                                        | Común con           | Conexiones con Metro y Cercanías | Municipio |
| ------ | --------------------------------------------- | ------------------- | -------------------------------- | --------- |
| 18331  | Río Guadiana - San Nicasio                    |                     | San Nicasio                      | Leganés   |
| 07883  | Av. Dr. Mendiguchia Carriche - Río Segre      | 450 482             |                                  | Leganés   |
| 07887  | Río Guadalquivir - Río Tajo                   | 482 486             |                                  | Leganés   |
| 07911  | Río Manzanares - Río Duero                    | 482 486             |                                  | Leganés   |
| 07909  | Río Duero - Pza. Río Heredia                  | 450 482 486         |                                  | Leganés   |
| 07894  | Av. Dos de Mayo - Av. Fuenlabrada             | 483                 |                                  | Leganés   |
| 07924  | Av. Rey Juan Carlos I - La Rioja              | 432 483 485 497 1   | Julián Besteiro                  | Leganés   |
| 08352  | Rioja - La Sagra                              | 481                 |                                  | Leganés   |
| 07931  | Rioja - Lora                                  | 480 481 484         |                                  | Leganés   |
| 07928  | Rioja - Colegio                               | 432 480 481 483 484 |                                  | Leganés   |
| 07952  | Rioja - Almunia                               | 432 480 481 483 484 |                                  | Leganés   |
| 07954  | Rioja - Av. Juan Carlos I                     | 432 480 481 483 484 |                                  | Leganés   |
| 16211  | Monegros - Priorato                           | 480 481 483 484 1   |                                  | Leganés   |
| 07958  | Monegros - Mayorazgo                          | 480 481 483 484 1   |                                  | Leganés   |
| 07960  | Somontano - Escuela Infantil                  | 480 481 497         |                                  | Leganés   |
| 09073  | Av. Europa - Est. Zarzaquemada                | 481 485 497         | Zarzaquemada                     | Leganés   |
| 09074  | Av. Francia - Polonia                         | 481 497             |                                  | Leganés   |
| 09517  | Av. Portugal - Centro de Salud                | 481 497             |                                  | Leganés   |
| 07972  | Av. Portugal - Av. Bélgica                    | 481 497             |                                  | Leganés   |
| 09077  | C.C. Parquesur - Est. El Carrascal            | 432 481 485 497 1   | El Carrascal                     | Leganés   |
| 07939  | Rey Pastor - Miguel Catalá                    |                     |                                  | Leganés   |
| 09522  | Rey Pastor - Pol. Ind. Ntra. Sra. de Butarque |                     |                                  | Leganés   |
| 07938  | Juan de la Cuerva - Ramón y Cajal             |                     |                                  | Leganés   |
| 11401  | Eduardo Torroja - Colegio                     |                     |                                  | Leganés   |
| 08217  | Austria - Barrio El Bercial                   | 446 3               |                                  | Getafe    |
| 08218  | Av. Buenos Aires - Biblioteca                 | 446 3               |                                  | Getafe    |
| 17443  | Av. Parque - Av. Las Trece Rosas              | 446 3               |                                  | Getafe    |
| 17442  | Av. Salvador Allende - Uruguay                | 446 3               |                                  | Getafe    |
| 17439  | Av. Salvador Allende - Av. Chile              | 446 3               |                                  | Getafe    |
| 17440  | Av. Paz - Av. Chile                           |                     |                                  | Getafe    |
| 18803  | Buhigas - Ramón Rubial                        |                     |                                  | Getafe    |
| 08296  | Madrid - Pza. Victoria Kent                   | 428 441 442 455     |                                  | Getafe    |
| 08293  | Madrid - Universidad                          | 428 441 442 448 455 |                                  | Getafe    |
| 08315  | Av. Juan de la Cierva - Pza. San Sebastián    | 428 442 455         |                                  | Getafe    |
| 09993  | Av. Juan de la Cierva - Egido                 | 455                 |                                  | Getafe    |
| 08235  | Av. España - Est. Juan de la Cierva           | 447 2 4             | Juan de la Cierva                | Getafe    |
| 08239  | Av. España - Alicante                         | 447 2 4             |                                  | Getafe    |
| 10812  | Av. España - Av. Ciudades                     | 447 2 4             |                                  | Getafe    |
| 08326  | Av. Ciudades - Av. España                     | 2                   |                                  | Getafe    |
| 08246  | Av. Ciudades - Aragón                         | 2                   |                                  | Getafe    |
| 10806  | Av. Don Juan de Borbón - Parque Andalucía     | 3                   |                                  | Getafe    |
| 10808  | Av. Don Juan de Borbón - Plaza de Toros       | 447 3 4             |                                  | Getafe    |
| 10810  | Av. Don Juan de Borbón - Giralda              | 447 3 4             |                                  | Getafe    |
| 11726  | Av. Rabia - Almazara                          | 448 3               |                                  | Getafe    |
| 11725  | Av. Rigoberta Menchú - Manuela Malasaña       | 448 3               | El Casar                         | Getafe    |
| 11723  | Av. Rigoberta Menchú - Centro de Salud        | 448 3               |                                  | Getafe    |
| 11720  | Av. Rigoberta Menchú - Est. Los Espartales    | 448 3               | Los Espartales                   | Getafe    |

### Sentido Leganés
| Código | Parada                                        | Común con           | Conexiones con Metro y Cercanías | Municipio |
| ------ | --------------------------------------------- | ------------------- | -------------------------------- | --------- |
| 11720  | Av. Rigoberta Menchú - Est. Los Espartales    | 448 3               | Los Espartales                   | Getafe    |
| 11722  | Av. Rigoberta Menchú - Centro de Salud        | 448 3               |                                  | Getafe    |
| 11724  | Av. Rigoberta Menchú - Av. Rabia              | 448 3               | El Casar                         | Getafe    |
| 11727  | Av. Rabia - Almazara                          | 448 3               |                                  | Getafe    |
| 10811  | Av. Don Juan de Borbón - Giralda              | 447 3 4             |                                  | Getafe    |
| 10809  | Av. Don Juan de Borbón - Plaza de Toros       | 447 3 4             |                                  | Getafe    |
| 10807  | Av. Don Juan de Borbón - Parque Andalucía     | 3                   |                                  | Getafe    |
| 08325  | Av. Aragón - Extremadura                      | 442 1               |                                  | Getafe    |
| 08324  | Av. Aragón - Badajoz                          | 442 1               |                                  | Getafe    |
| 08990  | Alicante - Av. España                         | 1                   |                                  | Getafe    |
| 08332  | Av. España - Est. Juan de la Cierva           | 442 447 1 4         | Juan de la Cierva                | Getafe    |
| 08317  | Av. Gibraltar - Cataluña                      | 447 455 1 3 4       |                                  | Getafe    |
| 08316  | Av. Juan de la Cierva - Pza. San Sebastián    | 428 455 462 1 3 6   |                                  | Getafe    |
| 08292  | Madrid - Daoiz                                | 441 442 448         |                                  | Getafe    |
| 08294  | Madrid - Universidad                          | 428 441 442 448     |                                  | Getafe    |
| 08297  | Madrid - Pza. Victoria Kent                   | 428 441 442 443     |                                  | Getafe    |
| 18802  | Buhigas - Ramón Rubial                        |                     |                                  | Getafe    |
| 18173  | Av. Paz - Av. Chile                           |                     |                                  | Getafe    |
| 19435  | Av. Salvador Allende - Av. Chile              |                     |                                  | Getafe    |
| 17441  | Av. Salvador Allende - Av. Rosa Regás         | 446 3               |                                  | Getafe    |
| 17445  | Av. Trece Rosas - Av. Mariano Moreno Músico   | 446 3               |                                  | Getafe    |
| 08214  | Av. Buenos Aires - Biblioteca                 | 446 3               |                                  | Getafe    |
| 08215  | Av. Buenos Aires - Barrio El Bercial          | 446 3               |                                  | Getafe    |
| 08216  | Av. Buenos Aires - Eduardo Torroja            | 446 3               |                                  | Getafe    |
| 07917  | Juan de la Cierva - Ramón y Cajal             |                     |                                  | Leganés   |
| 09523  | Rey Pastor - Pol. Ind. Ntra. Sra. de Butarque |                     |                                  | Leganés   |
| 07604  | Rey Pastor - Oficina INEM II                  |                     |                                  | Leganés   |
| 16090  | C.C. Parquesur - Est. El Carrascal            | 432 485 1           | El Carrascal                     | Leganés   |
| 09076  | Av. Rey Juan Carlos I - Est. El Carrascal     | 481 485             | El Carrascal                     | Leganés   |
| 07973  | Av. Portugal - Av. Bélgica                    | 481 497             |                                  | Leganés   |
| 07971  | Av. Portugal - Av. Francia                    | 481 497             |                                  | Leganés   |
| 09075  | Av. Francia - Polonia                         | 481 497             |                                  | Leganés   |
| 07969  | Av. Europa - Est. Zarzaquemada                | 480 481 497         | Zarzaquemada                     | Leganés   |
| 07959  | Somontano - Priorato                          | 480 481 497         |                                  | Leganés   |
| 07957  | Monegros - Mayorazgo                          | 480 481 483 484 1   |                                  | Leganés   |
| 07955  | Monegros - Av. Rey Juan Carlos I              | 480 481 483 484 1   |                                  | Leganés   |
| 07953  | Rioja - Av. Rey Juan Carlos I                 | 432 480 481 483 484 |                                  | Leganés   |
| 07951  | Rioja - Alcudia                               | 432 480 481 483 484 |                                  | Leganés   |
| 07927  | Rioja - Colegio                               | 432 480 481 483 484 |                                  | Leganés   |
| 07932  | Rioja - Lora                                  | 480 481 484         |                                  | Leganés   |
| 07926  | Rioja - Serena                                | 481                 |                                  | Leganés   |
| 07933  | Rioja - La Sagra                              | 481                 |                                  | Leganés   |
| 07923  | Av. Rey Juan Carlos I - Monegros              | 432 483 485 497 1   | Julián Besteiro                  | Leganés   |
| 07915  | Av. Dos de Mayo - Seguridad Social            | 483                 |                                  | Leganés   |
| 10575  | Río Duero - Colegio                           | 450 482 486         |                                  | Leganés   |
| 07912  | Río Duero - Río Manzanares                    | 450 482 486         |                                  | Leganés   |
| 07886  | Río Duero - Río Urbión                        | 482 486             |                                  | Leganés   |
| 07884  | Av. Dr. Mendiguchia Carriche - Río Segre      | 450 482             |                                  | Leganés   |
| 18332  | Río Nervión - San Nicasio                     |                     | San Nicasio                      | Leganés   |